# Katholieke Arbeidersbeweging
De Katholieke Arbeidersbeweging werd in 1945 in Nederland opgericht als een opvolger van het Rooms-Katholiek Werkliedenverbond. De organisatie was zowel een vakbond (gericht op de behartiging van de materiële belangen van arbeiders) als een standsorganisatie (gericht op de geestelijke vorming van arbeiders). Katholieke geestelijken hadden een functie in de KAB. In 1964 vormde de KAB zich om tot het Nederlands Katholiek Vakverbond waarbij de standsorganisaties werden opgeheven, katholieke geestelijken hun (advies)functie verloren en de organisatie enkel een vakbond werd.